# Dram (Einheit)
Ein Dram, auch Drachm (v. a. im britischen Englisch), ist eine Einheit der Masse, ein so genanntes Handelsgewicht. Es wird hauptsächlich in England und Nordamerika gebraucht. Darüber hinaus ist es auch noch als Volumeneinheit in Verwendung.
Es gibt zwei unterschiedliche Einheiten mit dieser Bezeichnung:
- Dram (avoirdupois), das eigentliche Dram (Einheitenzeichen: dr. av. oder dr.)
- Dram, Drachm (apothecarius; troy) (Einheitenzeichen: dr. ap. bzw. dr. tr., als Symbol ʒ oder ℨ)

Ähnlich wie der gleichlautende Armenische Dram entstammt das Wort vom altgriechischen Drachme.

## Dram (avoirdupois)
Das Dram (avoirdupois) ist eine nicht SI-konforme Einheit der Masse. Der geklammerte Teil des Namens soll die Zugehörigkeit zum Avoirdupois-Maßsystem anzeigen (englisch: avoirdupois [weight]; altfranzösisch: aveir de pois = „Ware von Gewicht“).
Das Dram (avoirdupois) entspricht einem {\displaystyle {\tfrac {1}{256}}} eines Handelspfunds. Ein Handelspfund (avoirdupois) kommt knapp 454 Gramm gleich (genauer 453,592 37 g, seit 1959). Somit wären 453,59 g (1 Pfund av.) dividiert durch 256 (Drams av.) etwa 1,77 g (metrische Gramm).

### Umrechnungen
1 dr. av. = 1 dr. = 27,34375 gr. ≈ 1,772 g

1 lb. = 16 oz. = 256 dr. = 7000 gr.

### Dram Equivalent als Ladungsgewicht bei Flintenpatronen
Das Dram Equivalent, im Maß „Drams av.“ angegeben, wird im englischen Sprachraum noch als Maßeinheit für Schießpulverladungen von Schrotmunition benutzt. Gemeint ist hiermit die etwa gleichwertige (äquivalente) Leistung einer (kleineren) Menge heutiger Ladungen Nitropulver zu einer (größeren) Menge älteren schwächeren Schießpulvers (ugs. „Schwarzpulver“). Dies ist als „das Gewicht des modernen Pulvers in X Unzen (oder Gramm) für diese Patronenladung entspricht, für etwa dieselbe Leistung (Gasdruck, Mündungsgeschwindigkeit), ungefähr Y Dram an älterem Schießpulver“ zu verstehen.

## Dram (apothecarius)/Dram (troy)
Dram (apothecarius) und Dram (troy) bezeichnen eine nicht SI-konforme Einheit der Masse. Beide werden alternativ als Drachm (auch: Drachme) bezeichnet. Sie werden hauptsächlich noch in England, den Niederlanden und den USA gebraucht.
Die Bezeichnung Dram (troy) geht auf die französische Stadt Troyes zurück. Das Maß findet Einsatz zur Gewichtsbestimmung für Edelmetalle und in der Münzprägung, aber auch für Medizinalrezepturen und wissenschaftliche Bestimmungen. Von daher stammt die alternative Bezeichnung als Dram (apothecarius), durch die Verwendung als Teil des in Europa verbreiteten Apothekergewichts-Maßsystems (hergeleitet vom Beruf des Apothekers, mittellateinisch apothecarius).
Das Dram (troy) entspricht im Troy- oder Apotheker-Maßsystem (englisch: troy weight) dem 60-fachen eines Grains. Während ein Handelspfund 7000 Grains gleichkommt, ist das Medizinalpfund (troy; apothecarius) mit 5760 Grains festgelegt. Ein Dram/Drachm (ap.; tr.) ist somit ein {\displaystyle {\tfrac {1}{96}}} eines Medizinalpfunds. Es ergeben also 60 Grains (wären 1 Dram ap.; tr.) multipliziert mit 96 (Anzahl Drams pro Pfund ap.; tr.) gesamt 5760 Grains.
Ein englisches Medizinalpfund hat etwas über 373 Gramm (genauer 373,241 721 6 g, seit 1959). Somit wären 373,24 g (1 Pfund ap.; tr.) dividiert durch 96 (Drams ap.; tr.) etwa 3,89 g (metrische Gramm).

## Umrechnungen
1 dr. ap. = 1 dr. tr. = 3 s. ap. = 60 gr. ≈ 3,888 g

1 lb. ap. = 12 oz .ap. = 96 dr. ap. = 288 s. ap. = 5760 gr.

## Vergleich von Dram und Drachm
384 dr. av. = 384 dr. = 175 dr. ap. = 175 dr. tr. = 1,5 lb.

## Dram(m) als Handelsgewicht in anderen Regionen
Das Maß Dram(m) war auch als bulgarisches und türkisches Handelsgewicht in Verwendung, und es entsprach umgerechnet
- 1 Dram(m) = 3,2 Gramm

In Ägypten entsprach das Maß umgerechnet als
- 1 Dramm dirhem = 3,1 Gramm

## Das Dram als Volumeneinheit
Das flüssige Dram (fluid dram, fluid drachm; abgekürzt mit fl dr, ƒ 3 oder fʒ) wird als ⅛ einer „flüssigen Unze“ (fluid ounce) definiert. Dies entspricht exakt:
- 3,696 691 195 312 5 ml in den Vereinigten Staaten von Amerika und
- 3,551 632 812 500 0 ml im Commonwealth of Nations und in Irland.

In Großbritannien wurde früher ein Teelöffel mit 1 ½ flüssigen Drams (etwas über 5 ml) definiert.
Das Dram wird umgangssprachlich auch im Sinne von Schluck (ein kleines Getränk) verwendet, besonders im Zusammenhang mit schottischem Whisky. Dabei ist anzumerken, dass dieses „Dram“ durchaus auch beispielsweise 10 reguläre flüssige Drams groß sein kann, also ein gutgefülltes Schnapsglas voll (ca. 3,5 cl).